# Nowe Rumunki
Nowe Rumunki (prononciation : [ˈnɔvɛ ruˈmuŋki]) est un village polonais de la gmina de Łąck dans le powiat de Płock de la voïvodie de Mazovie dans le centre-est de la Pologne.
Il se situe à environ 4 kilomètres à l'est de Łąck (siège de la gmina), 10 kilomètres au sud de Płock (siège du powiat) et à 96 kilomètres à l'ouest de Varsovie (capitale de la Pologne).

## Histoire
De 1975 à 1998, le village appartenait administrativement à la voïvodie de Płock.